# Бельский, Александр Андреевич
Алекса́ндр Андре́евич Бе́льский (18 января 1921 — 7 августа 1977) — советский литературовед и педагог, англист, чья исследовательская деятельность связана с историей развития реализма в английской литературе конца XVIII–XIX веков. Основатель Пермской школы исследований в сфере зарубежной филологии. Один из основателей и декан филологического факультета Пермского университета (1960–1963, 1971–1977), основатель и заведующий кафедрой зарубежной литературы Пермского университета (1964–1977). Внучатый племянник литературоведа, поэта Л. П. Бельского.

## Биография
Родился в старинной дворянской семье. В семье в нескольких поколениях были научно-преподавательские традиции. Отец, Андрей Павлович Бельский, — дипломатический работник до революции, умер в 1931 году. После смерти отца воспитывался в семье дяди-полковника РККА Алексея Павловича Бельского, преподавателя тактики в Казанском танковом училище.
В 1940 году с отличием окончил школу в городе Казани. Член ВКПб с 1940 года. В том же 1940 году был мобилизован в ряды Красной Армии и до июня 1946 года служил в должности командира отделения телеграфистов. Имел воинские награды.
После демобилизации поступил на философский факультет МГУ, но его пришлось поменять[почему?] на филологический факультет Днепропетровского университета, и в 1951 году он окончил его с отличием по специальности «английский язык и литература». Затем он поступил в аспирантуру Московского государственного университета, досрочно защищает кандидатскую диссертацию по творчеству Ч. Диккенса. Его научными наставниками были такие авторитетные ученые как Р. М. Самарин и А. Ф. Иващенко.
Будучи молодым специалистом, он покинул Москву и оказался в Челябинском университете, затем переехал в Мичуринск. начал работать в пединституте. В тот момент в крупных городах страны вследствие образовательных реформ произошло активное сокращение научных кадров. Мичуринский педагогический институт неожиданно был накрыт волной первоклассных специалистов, главным образом из столичных вузов. Это были такие интересные исследователи как филолог-литературовед Азалия Земляковская, историки Исаак Лернер и Алексей Ермилов.
С 1958 года работал в Пермском университете (зам. декана историко-филологического факультета).
С 29 августа 1960 по 18 сентября 1963 года А. А. Бельский — первый декан филологического факультета Пермского университета.
В 1969 году А. А. Бельский защитил докторскую диссертацию «Пути развития реализма в английском романе первой трети XIX века». История романа рассматривалась А. А. Бельским и его учениками как по линии развития жанрового многообразия, так и в индивидуальных проявлениях эстетических систем английских романистов, в их отношении к предшествующим литературным направлениям и в процессе движения к новым формам.
Такой подход открыл возможности изучения авторов, имена которых прежде не привлекали широкого внимания в отечественном литературоведении. Воссоздавалась панорамная полнота литературного процесса (М. Эджворт, Д. Остин, Т. Л. Пикок, Ч. Метьюрин, М. Шелли). А. А. Бельский утверждает: «Потому можно говорить, что существует своего рода непрерывная линия в развитии английского реалистического романа… Подобной „непрерывной линии“ нет в других западноевропейских литературах». По мнению профессора Н. Я. Дьяконовой («Вопросы литературы», 1977, № 4), А. А. Бельскому удалось по-новому раскрыть эволюцию английского романа на протяжении тридцати бурных лет, показать, что в эпоху господства романтизма реалистическая традиция не умирала.
С июня 1971 по июль 1977 года А. А. Бельский — вновь декан филологического факультета Пермского университета.
В 1960—1970-х годах А. А. Бельский по праву заслужил известность как один из крупнейших англистов.
Исследование последующих десятилетий развития английского романа было продолжено учениками А. А. Бельского: в 1970-х годах начинается становление Пермской школы литературоведения, прочно ассоциирующейся с её основателем. Поздние работы А. А. Бельского были посвящены развитию неоромантизма в конце XIX века.
В настоящее время кафедру, а также факультет Пермского университета СИЯиЛ возглавляет ученик А. А. Бельского профессор Б. М. Проскурнин.
Продолжателем дел и идей А. А. Бельского являлись также его жена, Р. Ф. Яшенькина, а также другие преподаватели кафедры — А. Ф. Любимова, Г. С. Руцкая, М. В. Фоменко, и др. При кафедре был создан Оксфордский центр, инициаторами которого стали д. филол. н., профессор, декан факультета СИЯиЛ ПГНИУ Б. М. Проскурнин и главный координатор академических обменов Института славянских исследований и преподаватель английской литературы Келлог-колледжа Оксфордского университета, К. Хьюит.

## Роль в развитии филологического факультета ПГУ
Первоначально в университете был лишь историко-филологический факультет. В его рамках весь потенциал филологической науки вряд ли мог быть реализован. Будучи заместителем декана факультета, Бельский подготовил филологическое отделение к самостоятельному существованию. Это был тот самый случай, когда разделение в итоге дало не две разорванные половины, а два полноценных динамично развивающихся факультета.
По инициативе А. А. Бельского в 1960 году в Пермском университете в качестве самостоятельного создается филологический факультет; он становится первым его деканом. Преподаватели отделения, а затем и факультета, прибывшие к тому времени в Пермь, создали ту творческую атмосферу, которая до сих пор является визитной карточкой уже двух факультетов. Тогда это были молодые кандидаты наук, окончившие аспирантуры МГУ — помимо А. А. Бельского остались в Перми З. В. Станкеева, Р. В. Комина, В. В. Самойлов. Глубина и новизна научных исследований в лингвистике была связана с приездом в Пермь Л. В. Сахарного и Л. Н. Мурзина. На новом факультете создаётся развитая система специализации. На основе кафедры романно-германских языков были открыты специализированные кафедры — английской, немецкой романской филологии с глубоким изучением не только языка, но и литературы. В организации языковых кафедр романо-германского отделения большую роль сыграла доцент К. В. Веселухина. Открытие новых направлений в специализации студентов этого отделения связана с доцентом, впоследствии профессором, Ю. А. Левицким, человеком очень талантливым, уважаемым и любимым студентами.
Должность декана А. А. Бельский занимал в течение двух периодов: с 1960 по 1963 годы (его преемником стал М. Ф. Власов), и с 1971 по 1977 годы (после его смерти этот пост на факультете заняла Р. В. Комина). Факультет в то время быстро обрёл большую популярность: численность обучающихся на дневном отделении составляла 625 человек.
С 1964 года А. А. Бельский возглавил созданную им кафедру зарубежной литературы, которой он заведовал до конца своих дней.

## Военные награды
- Медаль «За победу над Японией»
- Медаль «За победу над Германией в Великой Отечественной войне 1941—1945 гг.»
- Юбилейная медаль «Двадцать лет Победы в Великой Отечественной войне 1941—1945 гг.»
- Юбилейный нагрудный знак «25 лет Победы в Великой Отечественной войне 1941—1945 гг.»
- Юбилейная медаль «Тридцать лет Победы в Великой Отечественной войне 1941—1945 гг.»
- Юбилейная медаль «50 лет Вооружённых Сил СССР»
- Медаль «В ознаменование 100-летия со дня рождения Владимира Ильича Ленина»
- Благодарность Верховного Главнокомандующего за участие в освобождении Кореи

## Избранные работы
А. А. Бельский — автор более 50 научных работ, в число которых вошли фундаментальные монографические исследования, статьи в журналах и энциклопедиях.
- Бельский А. А. О некоторых особенностях реализма В. М. Теккерея в «Ярмарке тщеславия» (в связи со становлением социального романа на Западе) // Уч. зап. Мичур. пед. ин-та. 1958. Вып. 3. С. 227–258.
- Бельский А. А. Вальтер Скотт: очерк творчества. М., 1958. М.: Знание, 1958. 25000 экз. 40 с.
- Бельский А. А. Английский роман 1800–1810-х годов. Пермь: Перм. ун-т, 1968. 336 с.
- Бельский А. А. Скотт, Вальтер // Краткая литературная энциклопедия / Гл. ред. А. А. Сурков. М.: Сов. энцикл., 1962–1978. Т. 6: Присказка — Советская Россия. 1971. С. 895–901.
- Бельский А. А. Скотт Вальтер // Большая советская энциклопедия. 1969–1978. Т. 23. С. 524–525.
- Бельский А. А. Рид Томас Майн // Большая Советская Энциклопедия. В 30 т. М.: Советская энциклопедия, 1969–1978. т. 22.  С. 89.
- Бельский А. А. РИД (Reid), Томас Майн // Краткая литературная энциклопедия: В 9 т. М.: Сов. Энцикл., 1962–1978. Т. 6. С. 283–284.
- Бельский А. А. Современное прочтение прошлого // Вопросы литературы, 1975, № 10. С. 288–291.
- Бельский А. А. Английский роман 1820-х годов. Пермь, 1975. 205 с. , .
- Проблемы типологии и истории русской литературы: сборник статей // Перм. гос. ун-т им. А. М. Горького. Учен. записки: № 304. / Ред. коллегия: А. А. Бельский (гл. ред.) и др. Пермь: Перм. ун-т, 1976. 234 с.
- Бельский А. А. Литературно-эстетические взгляды Роберта Луиса Стивенсона // Филологические науки, 1979, № 1. С. 23–33.
- Бельский А. А. Неоромантизм в новеллистике Э. Сетона-Томпсона // Учен. зап. МГПИ им. В. И. Ленина. 1980.